# 지쿠마 (방호순양함)
지쿠마(筑摩)는 일본 제국 해군의 방호순양함이다. 지쿠마급의 1번함이다. 함명은 지쿠마강(시나노의 상류에 있는 강)의 이름에서 유래되었다. 지쿠마급은 방호순양함으로 분류되어 있지만 현측 장갑을 가지고 있었다. 기관에 터빈을 탑재하는 등 현대적인 경순양함으로 가는 과도적인 함선이었다.

## 개요
1910년 사세보 해군공창에서 기공, 1912년 5월 17일에 준공되어 이등 순양함으로 분류되었다. 일본 해군의 순양함으로서는 최초로 터빈 기관을 채용하였고, 동급함 세척에는 성능 검증을 조사하기 위해 각각 다른 유형의 기관을 탑재했다.
제1차 세계 대전에서는 남태평양, 남중국해, 인도양에서 작전에 참가했다. 1914년 8월 말에는 영국과 공동 작전으로 인도양 · 남양 방면에서 영국 선박을 습격하던 독일의 엠덴에 작전을 펼친다. ‘이부키’와 함께 싱가포르를 통해 자바 방면으로 향했지만 출격 정보가 도착 며칠 전에 싱가포르에서 유출되면서 독일 측에 감지되었다. 결국 엠덴을 포착하지 못했으며, 그동안 엠덴은 벵골만에서 영국 기선 5척을 격침시켰다. 싱가포르 일본 영사관 주재 무관 아라키 지로 해군 소령은 “싱가포르에 살고 있는 일본인이 소문을 흘려 작전이 실패해서 영국에 면목이 없다”로 일본어 신문 기자에게 주민들에게 경고하도록 요구했다고 한다.
1921년부터 1924년까지 주로 중국 해역의 경비 활동을 했다. 1926년 무렵 요코스카 해병단 안벽에 계류되어 있었고, 1931년 4월 1일에 제적되어 폐함 제3호로 가칭된다.
1935년경 실제 군함의 타켓으로 격침 처분되었다.

## 참고 문헌
- 구레 해사 역사 과학관 편찬 《일본 해군 함정 사진집》 · 순양함 (다이아몬드 출판사 , 2005년)
- 잡지 《마루》 편집부 《사진 일본 군함》 제5권 중순양함 Ⅰ (광인사, 1989년) ISBN 4-7698-0455-5
- 《조함 기술의 전모》 興洋社, 1952년.
- 해군역사보존회 《일본 해군의 역사》 제7권, 제9권, 제10권, (第一法規出版 1995년)
- 《관보》